# Net Serviços de Comunicação
 (septembre 2017).
Si vous disposez d'ouvrages ou d'articles de référence ou si vous connaissez des sites web de qualité traitant du thème abordé ici, merci de compléter l'article en donnant les références utiles à sa vérifiabilité et en les liant à la section « Notes et références ».

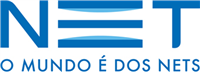
Logo de l'opérateur de télécommunication NET Serviços de Comunicação

Net Serviços de Comunicação, plus communément NET, était une entreprise de télécommunications brésilienne, appartenant au groupe América Móvil, reconnue pour ses services résidentiels tels que la télévision payante, l'accès Internet et la téléphonie fixe. Le 11 juillet 2019, la société a été dissoute et est devenue une partie du portefeuille de Claro, donnant son nom aux services destinés aux segments résidentiels et mobiles en Amérique latine.
En 2011, les sociétés Claro, Embratel et NET ont annoncé l’intégration de leurs réseaux et services. En 2014, l’Agence nationale des télécommunications (Anatel) a accepté la fusion des trois sociétés, permettant l’utilisation du même nom d’entreprise. En janvier 2015, Claro a incorporé les sociétés Embratel et NET et est devenue une société cotée en bourse, sous la dénomination sociale « Claro S/A », mais en conservant les marques des sociétés.
Les services de télévision payante, de téléphonie et d'accès haut débit de NET ont été intégrés au portefeuille de Claro, consolidant ainsi l'offre multiservices de la marque, née au Brésil et désormais présente dans plusieurs pays. Les magasins, les sites Web et les applications ont également été mis à jour pour faciliter l’interaction.
Les produits et services NET destinés aux petites et moyennes entreprises se sont consolidés dans le portefeuille d'Embratel.
Claro TV s'est intégré à NET dans son service de télévision payante, créant ainsi un service unique appelé Claro NET HD. Plus tard, le 26 mai 2022, le service a été rebaptisé Claro TV+, le plus grand opérateur de télévision payante d'Amérique latine.

## Histoire
Antônio Dias Leite a acheté certaines de ces entreprises et a fondé Multicanal le 12 décembre 1991. L'une des priorités était de les faire fonctionner avec l'intention de les vendre plus tard. Le premier achat est venu d'un petit opérateur de Campo Grande, Mato Grosso do Sul, avec environ 100 utilisateurs ; l'achat a été évalué à environ 200 000 dollars américains. À cette époque, il possédait des actifs dans TV Alphaville, une société appartenant à Silvio Santos qui opérait dans l'intérieur de São Paulo et 80 % dans la société de télévision par câble RPC à Rio de Janeiro. Par conséquent, Antônio Leite a évité les grands centres où opéraient Globosat, aujourd'hui Canais Globo (TV Globo et Televisão Abril (Groupe Abril). En 1992 et 1993, la société a acheté sept autres opérateurs ou licences d'exploitation, dont six à São Paulo et un à Goiás.
L'entreprise a suivi la même ligne que les grandes sociétés de télévision payante aux États-Unis, s'opposant à ses concurrents dans le pays en cessant de produire, travaillant uniquement avec la distribution de signaux. En 1993, l'entreprise était déjà présente dans plusieurs endroits stratégiques et se retrouvait en pourparlers avec ses deux concurrents. Lors d'une deuxième négociation, Globopar (propriété d'Grupo Globo) et l'américain Ralph Partners II ont obtenu 30% de la société. Avec l'entrée de l'entreprise nord-américaine, ces ingénieurs ont convaincu les Brésiliens d'investir dans des appareils à fibre optique et des câbles coaxiaux, plus modernes à l'époque, permettant ainsi d'obtenir une plus grande gamme de services. De cette façon, NET São Paulo a été fondée en tant que première entreprise multi-opérateurs du pays – cela faisait partie du concept original de la marque, qui était d'offrir plusieurs services avec la signification de la marque « Não é televisão » (« Ce n'est pas la télévision »).
Globosat, qui en plus d'agir comme producteur distribuait également ses chaînes, après un peu plus d'un an de sa création, a annoncé qu'elle laissait toute la distribution des chaînes à NET, lançant ainsi Netsat et reprenant toute la base d'utilisateurs de l'ancienne société. La société diffusait les quatre chaînes Globosat en plus de CNN et peu après FOX. De plus, NET Rio a été fondée avec des opérations dans le quartier de Leblon, dans la ville de Rio de Janeiro, offrant des chaînes Globosat.
En 1998, NET a entamé un processus de fusion avec Multicanal, qui a été finalisé en 2000. Entre 2000 et 2002, elle a opéré sous le nom d'entreprise Globo Cabo. En 2000, elle a acheté Vicom, qui possédait et exploitait plus de 3 000 stations terrestres de communications par satellite au Brésil.
En juin 2004, América Móvil et Embratel entrent dans la structure actionnariale de NET, et la société GB Empreendimentos e Participações est fondée, formée par Grupo Globo (Globopar, 51% des actions) et le groupe mexicain Telmex (49% des actions), étant donné que la législation détermine que plus de la moitié des actions restent en possession d'une société à capitaux brésiliens.
En 2006, Embratel et NET ont lancé un service commun de télévision payante, de connexion Internet haut débit et de téléphonie fixe (NET Fone/Triple Play).
Entre 2007 et 2009, NET a racheté Vivax, Big TV et ESC90, opérateurs de télévision payante et d'internet haut débit.
En octobre 2010, Embratel a acquis 72 % des actions dans le cadre d'une offre publique volontaire sur BM&FBovespa. Payant 3,3 milliards de réaux, achetant 143,8 millions d'actions.
Le 28 janvier 2012, Anatel a accordé à Embratel, filiale d'América Móvil, l'autorisation de prendre le contrôle de la société, accordant à la société le droit d'acheter les actions restantes appartenant à Grupo Globo À l’heure actuelle, Grupo Globo détient 33,56 % des actions ordinaires.
Le 5 mars 2012, Embratel a annoncé avoir versé 6,439 millions de réaux à Globopar pour 5,5 % du capital avec droit de vote de GB Empreendimentos e Participações, le contrôleur direct de la société de télévision payante NET. Avec cette acquisition, Embratel détient désormais 54,5 % du capital avec droit de vote et 100 % des actions privilégiées de GB. À la suite de cette acquisition, Embrapar et Embratel détiennent désormais, directement et indirectement, par l'intermédiaire de GB, 92,2 % du capital total de NET, a indiqué Embratel.
Pour que Globosat soit certifié comme programmeur indépendant, son propriétaire devrait vendre ses parts dans des sociétés de télévision payante, parmi lesquelles NET et Sky. Après cet ajustement, Grupo Globo a modifié le système d'actionnariat de la société, faisant que Globosat soit désormais classée uniquement comme production nationale,.

### Fusion entre Claro et NET et fermeture
En 2015, les sociétés du groupe América Móvil, NET et Embratel, ont été incorporées à Claro, cessant ainsi d'exister l'ancienne et distincte CNPJ, restant désormais une société publique avec la dénomination sociale « Claro S/A », mais conservant la marque NET (séparée d'Embratel) et Claro.
Le 20 décembre 2017, ZooMoo Kids a été lancé, en plus d'inclure le signal HD de TV Brasil.
Le 26 avril 2018, il a lancé la chaîne L!KE. Le 30 mai, Film&Arts a été lancé. Le 5 juin, Mundo Pet+ a été lancé.
Le 25 juin 2018, le signal MTV Live HD a été lancé en exclusivité au Brésil.
Le 11 juillet 2019, NET a cessé d'être une marque indépendante et est devenue une partie du portefeuille de Claro, donnant son nom aux services destinés au segment résidentiel.

## Société
La société appartient à Embratel et au groupe de médias Grupo Globo jusqu'en 2012, étant constituée par Claro en 2015.